# Zaovinské jezero
Zaovinské jezero (srbsky Заовинско језеро/Zaovinsko jezero) se nachází v západním Srbsku, národním parku Tara, při hranici s Bosnou a Hercegovinou
Jedná se o umělé jezero, které vzniklo zahrazením říčky Beli Rzav při výstavbě hydroelektrárny Bajina Bašta II (budované v letech 1975 - 1983).

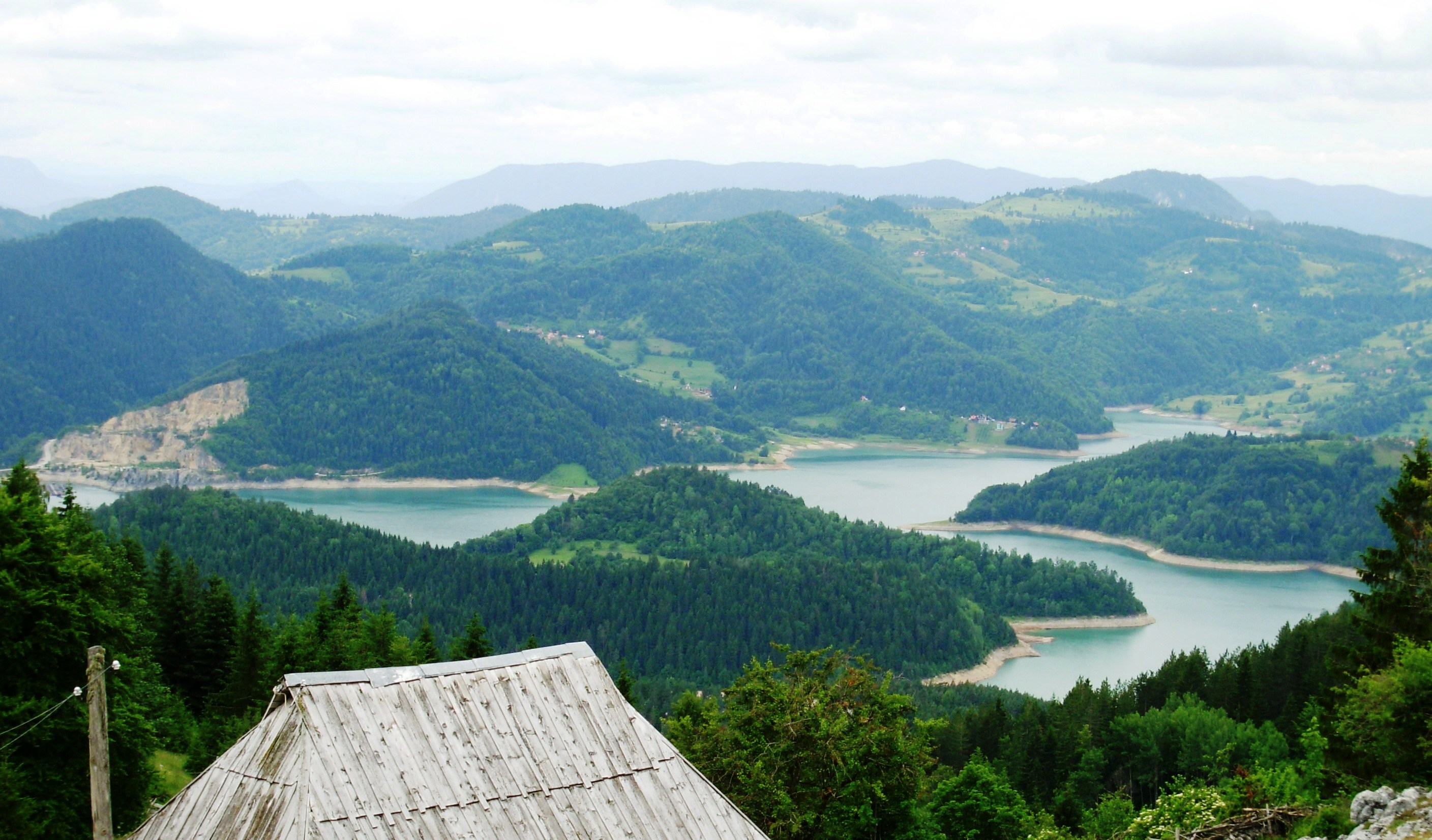
Pohled na jezero

Je-li jezero plné, dosahuje jeho hladina nadmořské výšky 881,5 m. Hluboké je okolo 110 metrů. V případě vysokého stavu vody je možné podzemními tunely dlouhými okolo 9 km odčerpat vodu do nedalekého Peručackého jezera. Do jezera kromě říčky Beli Rzav přitéká také i potok Konjska reka.
Hospodářsky se využívá pro chov pstruhů, je však domovem dalších 37 druhů ryb.[zdroj?] Patří k předním rybářským lokalitám na území Srbska.